# Nesslau
Nesslau est un village et une commune suisse du canton de Saint-Gall, située dans la circonscription électorale de Toggenburg.

## Histoire

Photo aérienne (1949)

Le village de Nesslau est situé sur les rives de la Thur entre le Speer et le Stockberg. Il est vendu, en 1261, par le chevalier Heinrich de Kempten vendit à l'abbaye d'Alt Sankt Johann qui est réunie à l'abbaye de Saint-Gall en 1555. Passé à la Réforme protestante en 1528, le village réintroduit la messe en 1595 ; l'église du village est alors utilisée par les deux confessions jusqu'en 1806. En 1803, une première commune de Nesslau est créée avec le village et les fermes et hameaux de Lutenwil, Krümmenschwil, Büel, Schneit, Laad et Schlatt ; elle devient le chef-lieu du district d'Obertoggenburg jusqu'en 2002.
En 2005, la commune de Nesslau fusionne avec sa voisine de Krummenau pour former la nouvelle commune de Nesslau-Krummenau ; cette dernière fusionnera à son tour le 1er janvier 2013 avec Stein pour former la nouvelle commune de Nesslau.